# 阿卢米耶雷

市政厅

阿卢米耶雷（義大利語：Allumiere）是意大利拉齐奥大区羅馬首都廣域市的一个镇，面积92.2平方公里，人口4,186人（2004年）。